# 卡拉巴赫高原
39°35′02″N 46°10′34″E / 39.5840°N 46.1761°E
卡拉巴赫高原，是阿塞拜疆和亞美尼亞的高原，處於小高加索山脈地區，屬於亞美尼亞高原的一部分，長21公里、寬18公里，面積400平方公里，最高點海拔高度3,616米。